# 科米薩羅韋
50°17′10″N 37°30′1″E / 50.28611°N 37.50028°E
科米薩羅韋（烏克蘭語：Комісарове）是位於烏克蘭東部的村莊，由哈爾科夫州庫皮揚斯克區的維利胡瓦特卡市鎮負責管轄。該村始建於1917年，面積0.57平方公里，海拔高度196米，2001年人口86，人口密度每平方公里152.2人。